# Homostola
Genre
Synonymes
- Stictogaster Purcell, 1902
- Paromostola Purcell, 1903

Homostola est un genre d'araignées mygalomorphes de la famille des Bemmeridae.

## Distribution
Les espèces de ce genre se rencontrent en Afrique du Sud et en Eswatini,.

## Liste des espèces
Selon World Spider Catalog (version 21.0, 27/06/2020) :
- Homostola abernethyi (Purcell, 1903)
- Homostola pardalina (Hewitt, 1913)
- Homostola reticulata (Purcell, 1902)
- Homostola vulpecula Simon, 1892
- Homostola zebrina Purcell, 1902

## Publication originale
- Simon, 1892 : Études arachnologiques. 24e Mémoire. XXXIX. Descriptions d'espèces et de genres nouveaux de la famille des Aviculariidae (suite). Annales de la Société Entomologique de France, vol. 61, p. 271-284 (texte intégral).